# Liga a III-a 2013-2014
Liga a III-a 2013-2014 a fost al cincizeci și optulea sezon al Ligii a III-a, al treilea eșalon al sistemului fotbalistic românesc. Competiția a început pe 30 august 2013 și s-a încheiat în iunie 2014.
Acest sezon ar fi trebuit să fie primul cu 4 serii, dar din cauza crizei financiare cluburile au solicitat un campionat cu 6 serii. Astfel, a fost un sezon regulat cu 6 serii a câte 12 echipe. Primele 6 din fiecare se califică în Play-Off, de unde primele promovează în Liga a II-a. Ultimele 6, joacă în Play-out, de unde retrogradează ultimele 2 și cele mai slab clasate două echipe de pe primul loc neretrogradabil.

## Baraj
Cele 21 de meciuri de baraj pentru a stabili promovatele în Liga a III-a vor avea loc la data de 19 iunie 2013. Meciurile se vor disputa pe stadioane neutre între cele 42 de echipe câștigătoare ale seriilor Ligii a IV-a.
| Echipă                         | Scor     | Echipă                        |
| ------------------------------ | -------- | ----------------------------- |
| FC Pojorâta                    | 2-1 d.p. | Viitorul Târgu Frumos         |
| Cetatea Târgu Neamț            | 2-1      | Luceafărul Mihai Eminescu     |
| Callatis 2012 Mangalia         | 9-1      | Voința Cocora                 |
| Venus Independența             | 2-3      | CS Corbeanca                  |
| FC Balș                        | 1-0      | Sporting Roșiori de Vede      |
| FC Chitila                     | 0-1      | Gloria Cornești               |
| FCM Câmpina                    | 6-0      | Voința Lanuri                 |
| Național Golești               | 1-2      | AS Negri                      |
| FC Păpăuți                     | 7-1      | FC Râșnov                     |
| Mureșul Luduș                  | 3-2 d.p. | FK Csikszereda Miercurea Ciuc |
| FCM Baia Mare                  | 5-0      | Heniu Prundu Bârgăului        |
| Someșul Cărășeu                | 0-1      | Unirea Jucu                   |
| CS Ineu                        | 1-0      | Kinder Junior                 |
| Rapid Jibou                    | 0-4      | CSO Cugir                     |
| Nuova Mama Mia Becicherecu Mic | 3-0      | Metalul Oțelul Roșu           |
| Hidro Râmnicu Vâlcea           | 1-3      | FC Avrig                      |
| Știința Turceni                | 2-0      | Universitatea Petroșani       |
| Recolta Dănceu                 | 2-9      | AS Podari                     |
| FC Bolintin Vale Malu Spart    | 0-6      | Atletic Bradu                 |
| Izbânda Mihail Kogălniceanu    | 5-6 pen. | Conpet Cireșu                 |
| FC Gârceni                     | 3-5      | Sporting Liești               |

## Echipe
Din Liga II au retrogradat următoarele cinci echipe: Chindia Târgoviște, FC Dinamo II București, FCM Bacău, [[FC Callatis Mangalia|Callatis Mangalia] ], FC Maramureș Universitar Baia Mare. Alte șase echipe din Liga II au fost dizolvate sau au ales să joace în ligile inferioare: Astra II, Unirea Alba Iulia, Voința Sibiu , Politehnica Timișoara, Olt Slatina (2009).
Unele dintre echipele promovate din 2012 până în 2013 în Liga IV nu au fost capabile să susțină o prezență mai mare în ligă. Iată care sunt echipele promovate care vor juca în noul sezon: FC Pojorâta, FCM Baia Mare, Unirea Jucu, CS Ineu, CSO Cugir , Nuova Mama Mia Becicherecu Mic, FC Avrig, Știința Turceni, FC Păpăuți, [[CSM Câmpina] ], Cetatea Târgu Neamț, Sporting Liești, Conpet Cireșu, Callatis 2012 Mangalia, Atletic Bradu, FC Balș, Gloria Cornești, AS Podari.
Următoarele echipe și-au schimbat numele și/sau locația: Gloria Cornești a devenit Gloria Popești-Leordeni, Seso Câmpia Turzii a devenit Arieșul Turda, Fortuna Brazi a devenit Fortuna Poiana Câmpina.
FCM Bacău și Minerul Mătăsari s-au retras înainte de începerea competiției. FC Maramureș nu a participat la primele două meciuri și va fi exclus.

## Criterii de departajare echipelor în clasament
1. numărul de puncte;
2. rezultatul întâlnirilor directe;
3. golaverajul din întâlnirile directe;
4. golurile marcate în întâlnirile directe;
5. golurile marcate în deplasare în întâlnirile directe;
6. golaverajul;
7. numărul de goluri marcate în campionat;

## Seria I

### Echipe și stadioane
| Club                     | Oraș         | Stadion                      | Capacitate |
| ------------------------ | ------------ | ---------------------------- | ---------- |
| Aerostar Bacău           | Bacău        | Aerostar                     | 5.000      |
| Bucovina Pojorâta        | Pojorâta     | Pojorâta                     | 520        |
| Bucovina Rădăuți         | Rădăuți      | Municipal                    | 2.000      |
| Ceahlăul II Piatra Neamț | Piatra Neamț | Ceahlăul, Teren 1 (Sintetic) | 500        |
| Cetatea Târgu Neamț      | Târgu Neamț  | Cetatea                      | 2.000      |
| Dorohoi                  | Dorohoi      | 1 Mai                        | 2.000      |
| Kosarom Pașcani          | Pașcani      | CFR Pașcani                  | 4.000      |
| Moinești                 | Moinești     | Petrolul Moinești            | 4.000      |
| Petrotub Roman           | Roman        | Moldova                      | 25.000     |
| Sporting Suceava         | Suceava      | Areni                        | 12.500     |
| Știința Miroslava        | Miroslava    | Știința Miroslava            | 1.100      |

### Clasament
| Poz | Echipa                      | MJ | V  | E | Î  | GM | GP | G   | Pct | Promovare sau retrogradare |
| --- | --------------------------- | -- | -- | - | -- | -- | -- | --- | --- | -------------------------- |
| 1   | Pașcani                     | 20 | 10 | 6 | 4  | 37 | 18 | +19 | 36  | Calificare în Play-Off     |
| 2   | Dorohoi                     | 20 | 10 | 6 | 4  | 36 | 23 | +13 | 36  | Calificare în Play-Off     |
| 3   | CSM Roman                   | 20 | 10 | 5 | 5  | 30 | 20 | +10 | 35  | Calificare în Play-Off     |
| 4   | Miroslava                   | 20 | 11 | 2 | 7  | 29 | 19 | +10 | 35  | Calificare în Play-Off     |
| 5   | Ozana Neamț                 | 20 | 10 | 5 | 5  | 28 | 21 | +7  | 35  | Calificare în Play-Off     |
| 6   | Bucovina Pojorâta           | 20 | 9  | 4 | 7  | 27 | 28 | −1  | 31  | Calificare în Play-Off     |
| 7   | CSM Moinești                | 20 | 9  | 1 | 10 | 32 | 34 | −2  | 28  | Calificare în Play-Out     |
| 8   | Ceahlăul II Piatra Neamț⁠(d) | 20 | 7  | 5 | 8  | 28 | 31 | −3  | 26  | Calificare în Play-Out     |
| 9   | Sporting Suceava            | 20 | 4  | 4 | 12 | 20 | 43 | −23 | 16  | Calificare în Play-Out     |
| 10  | Bucovina Rădăuți            | 20 | 3  | 6 | 11 | 16 | 34 | −18 | 15  | Calificare în Play-Out     |
| 11  | Aerostar                    | 20 | 4  | 2 | 14 | 14 | 26 | −12 | 14  | Calificare în Play-Out     |
| 121 | FCM Bacău                   | 0  | 0  | 0 | 0  | 0  | 0  | 0   | 0   | Calificare în Play-Out     |

Ultima actualizare: 16 aprilie 2014
Sursa: FRF
Reguli de clasare: 
1) puncte; 2) diferența de goluri; 3) goluri marcate.
POZ = Poziția în clasament; (C) = Campioană; (R) = Retrogradată; (P) = Promovată; (E) = Eliminată; (O) = Câștigătoare de play-off; (A) = Avansează în runda următoare. 
Aplicabil doar când sezonul nu este terminat: 
(Q) = Calificare în faza competiției indicată; (TQ) = Calificare în competiție, dar încă nu în faza indicată; (RQ) = Calificată în competiția de retrogradare indicată; (DQ) = Descalificată din competiție.

1 FCM Bacău a decis să se retragă din Liga a III-a.

### Play-Off
| Poz | Echipa            | MJ | V | E | Î | GM | GP | G   | Pct | Promovare sau retrogradare |
| --- | ----------------- | -- | - | - | - | -- | -- | --- | --- | -------------------------- |
| 1   | Petrotub Roman    | 10 | 5 | 3 | 2 | 14 | 9  | +5  | 18  | Promovare în Liga a II-a   |
| 2   | Dorohoi           | 10 | 4 | 5 | 1 | 18 | 8  | +10 | 17  |                            |
| 3   | Miroslava         | 10 | 4 | 1 | 5 | 13 | 11 | +2  | 13  |                            |
| 4   | Pașcani           | 10 | 3 | 4 | 3 | 12 | 11 | +1  | 13  |                            |
| 5   | Ozana Neamț       | 10 | 3 | 2 | 5 | 8  | 16 | −8  | 11  |                            |
| 6   | Bucovina Pojorâta | 10 | 3 | 1 | 6 | 8  | 18 | −10 | 10  |                            |

Sursa: FRF
Reguli de clasare: 
1) puncte; 2) diferența de goluri; 3) goluri marcate.
POZ = Poziția în clasament; (C) = Campioană; (R) = Retrogradată; (P) = Promovată; (E) = Eliminată; (O) = Câștigătoare de play-off; (A) = Avansează în runda următoare. 
Aplicabil doar când sezonul nu este terminat: 
(Q) = Calificare în faza competiției indicată; (TQ) = Calificare în competiție, dar încă nu în faza indicată; (RQ) = Calificată în competiția de retrogradare indicată; (DQ) = Descalificată din competiție.

### Play-Out
| Poz | Echipa                      | MJ | V | E | Î | GM | GP | G  | Pct | Promovare sau retrogradare  |
| --- | --------------------------- | -- | - | - | - | -- | -- | -- | --- | --------------------------- |
| 1   | CSM Moinești                | 8  | 6 | 0 | 2 | 16 | 9  | +7 | 18  |                             |
| 2   | Ceahlăul II Piatra Neamț⁠(d) | 8  | 3 | 3 | 2 | 9  | 10 | −1 | 12  |                             |
| 3   | Sporting Suceava            | 8  | 3 | 1 | 4 | 11 | 12 | −1 | 10  |                             |
| 4   | Aerostar                    | 8  | 3 | 0 | 5 | 8  | 7  | +1 | 9   | Retrogradare în Liga a IV-a |
| 5   | Bucovina Rădăuți            | 8  | 2 | 2 | 4 | 10 | 16 | −6 | 8   | Retrogradare în Liga a IV-a |

Sursa: FRF
Reguli de clasare: 
1) puncte; 2) diferența de goluri; 3) goluri marcate.
POZ = Poziția în clasament; (C) = Campioană; (R) = Retrogradată; (P) = Promovată; (E) = Eliminată; (O) = Câștigătoare de play-off; (A) = Avansează în runda următoare. 
Aplicabil doar când sezonul nu este terminat: 
(Q) = Calificare în faza competiției indicată; (TQ) = Calificare în competiție, dar încă nu în faza indicată; (RQ) = Calificată în competiția de retrogradare indicată; (DQ) = Descalificată din competiție.

## Seria II

### Clasament
| Poz | Echipa                  | MJ | V  | E | Î  | GM | GP | G   | Pct | Promovare sau retrogradare |
| --- | ----------------------- | -- | -- | - | -- | -- | -- | --- | --- | -------------------------- |
| 1   | Voluntari               | 17 | 13 | 4 | 0  | 37 | 6  | +31 | 43  | Calificare în Play-Off     |
| 2   | Afumați                 | 17 | 9  | 6 | 2  | 35 | 12 | +23 | 33  | Calificare în Play-Off     |
| 3   | CS Ștefănești⁠(d)        | 17 | 10 | 3 | 4  | 35 | 16 | +19 | 33  | Calificare în Play-Off     |
| 4   | Gloria Popești Leordeni | 17 | 9  | 3 | 5  | 30 | 20 | +10 | 30  | Calificare în Play-Off     |
| 5   | Viitorul Axintele       | 17 | 8  | 5 | 4  | 25 | 13 | +12 | 29  | Calificare în Play-Off     |
| 6   | Dunărea Călărași        | 17 | 9  | 0 | 8  | 29 | 24 | +5  | 27  | Calificare în Play-Off     |
| 7   | Oțelul II Galați⁠(d)     | 17 | 5  | 4 | 8  | 17 | 28 | −11 | 19  | Calificare în Play-Out     |
| 8   | Progresul Cernica       | 17 | 4  | 5 | 8  | 20 | 22 | −2  | 17  | Calificare în Play-Out     |
| 9   | Sporting Liești         | 17 | 5  | 2 | 10 | 23 | 38 | −15 | 17  | Calificare în Play-Out     |
| 10  | Callatis Mangalia       | 17 | 5  | 1 | 11 | 17 | 36 | −19 | 16  | Calificare în Play-Out     |
| 11  | Conpet Cireșu           | 17 | 4  | 3 | 10 | 21 | 38 | −17 | 15  | Calificare în Play-Out     |
| 12  | CSM Fetești             | 17 | 2  | 2 | 13 | 8  | 44 | −36 | 8   | Calificare în Play-Out     |

Ultima actualizare: 11 martie 2014
Sursa: FRF
Reguli de clasare: 
1st points; 2nd head-to-head points; 3rd head-to-head goal difference; 4th head-to-head goals scored; 5th head-to-head away goals scored; 6th goal difference; 7th number of goals scored.
POZ = Poziția în clasament; (C) = Campioană; (R) = Retrogradată; (P) = Promovată; (E) = Eliminată; (O) = Câștigătoare de play-off; (A) = Avansează în runda următoare. 
Aplicabil doar când sezonul nu este terminat: 
(Q) = Calificare în faza competiției indicată; (TQ) = Calificare în competiție, dar încă nu în faza indicată; (RQ) = Calificată în competiția de retrogradare indicată; (DQ) = Descalificată din competiție.

### Play-Off
| Poz | Echipa       | MJ | V  | E | Î | GM | GP | G   | Pct | Promovare sau retrogradare |
| --- | ------------ | -- | -- | - | - | -- | -- | --- | --- | -------------------------- |
| 1   | FC Voluntari | 20 | 14 | 3 | 3 | 38 | 15 | +23 | 45  | Promovare în Liga a II-a   |
| 2   | CS Afumai    | 0  | 0  | 0 | 0 | 0  | 0  | 0   | 0   |                            |
| 3   | TBA          | 0  | 0  | 0 | 0 | 0  | 0  | 0   | 0   |                            |
| 4   | TBA          | 0  | 0  | 0 | 0 | 0  | 0  | 0   | 0   |                            |
| 5   | TBA          | 0  | 0  | 0 | 0 | 0  | 0  | 0   | 0   |                            |
| 6   | TBA          | 0  | 0  | 0 | 0 | 0  | 0  | 0   | 0   |                            |

Sursa: FRF
Reguli de clasare: 
1) puncte; 2) diferența de goluri; 3) goluri marcate.
POZ = Poziția în clasament; (C) = Campioană; (R) = Retrogradată; (P) = Promovată; (E) = Eliminată; (O) = Câștigătoare de play-off; (A) = Avansează în runda următoare. 
Aplicabil doar când sezonul nu este terminat: 
(Q) = Calificare în faza competiției indicată; (TQ) = Calificare în competiție, dar încă nu în faza indicată; (RQ) = Calificată în competiția de retrogradare indicată; (DQ) = Descalificată din competiție.

### Play-Out
| Poz | Echipa | MJ | V | E | Î | GM | GP | G | Pct | Promovare sau retrogradare  |
| --- | ------ | -- | - | - | - | -- | -- | - | --- | --------------------------- |
| 1   | TB     | 0  | 0 | 0 | 0 | 0  | 0  | 0 | 0   |                             |
| 2   | TBA    | 0  | 0 | 0 | 0 | 0  | 0  | 0 | 0   |                             |
| 3   | TBA    | 0  | 0 | 0 | 0 | 0  | 0  | 0 | 0   |                             |
| 4   | TBA    | 0  | 0 | 0 | 0 | 0  | 0  | 0 | 0   | Retrogradare în Liga a IV-a |
| 5   | TBA    | 0  | 0 | 0 | 0 | 0  | 0  | 0 | 0   | Retrogradare în Liga a IV-a |
| 6   | TBA    | 0  | 0 | 0 | 0 | 0  | 0  | 0 | 0   | Retrogradare în Liga a IV-a |

Sursa: FRF
Reguli de clasare: 
1) puncte; 2) diferența de goluri; 3) goluri marcate.
POZ = Poziția în clasament; (C) = Campioană; (R) = Retrogradată; (P) = Promovată; (E) = Eliminată; (O) = Câștigătoare de play-off; (A) = Avansează în runda următoare. 
Aplicabil doar când sezonul nu este terminat: 
(Q) = Calificare în faza competiției indicată; (TQ) = Calificare în competiție, dar încă nu în faza indicată; (RQ) = Calificată în competiția de retrogradare indicată; (DQ) = Descalificată din competiție.

## Seria III

### Clasament
| Poz | Echipa               | MJ | V  | E | Î  | GM | GP | G   | Pct | Promovare sau retrogradare |
| --- | -------------------- | -- | -- | - | -- | -- | -- | --- | --- | -------------------------- |
| 1   | Daco-Getica          | 17 | 14 | 1 | 2  | 46 | 19 | +27 | 43  | Calificare în Play-Off     |
| 2   | CS Balotești         | 17 | 9  | 4 | 4  | 25 | 22 | +3  | 31  | Calificare în Play-Off     |
| 3   | Vișina Nouă          | 17 | 8  | 4 | 5  | 24 | 20 | +4  | 28  | Calificare în Play-Off     |
| 4   | Balș                 | 17 | 8  | 3 | 6  | 29 | 26 | +3  | 27  | Calificare în Play-Off     |
| 5   | Dinamo II            | 17 | 7  | 4 | 6  | 32 | 21 | +11 | 25  | Calificare în Play-Off     |
| 6   | Metaloglobus         | 17 | 7  | 3 | 7  | 22 | 21 | +1  | 24  | Calificare în Play-Off     |
| 7   | CS Tunari            | 17 | 6  | 4 | 7  | 27 | 34 | −7  | 22  | Calificare în Play-Out     |
| 8   | Inter Clinceni       | 17 | 6  | 3 | 8  | 26 | 29 | −3  | 21  | Calificare în Play-Out     |
| 9   | Viitorul Craiova     | 17 | 5  | 2 | 10 | 18 | 24 | −6  | 17  | Calificare în Play-Out     |
| 10  | Viitorul Domnești    | 17 | 5  | 2 | 10 | 18 | 35 | −17 | 17  | Calificare în Play-Out     |
| 11  | CS Podari            | 17 | 4  | 4 | 9  | 23 | 27 | −4  | 16  | Calificare în Play-Out     |
| 12  | Concordia II Chiajna | 17 | 4  | 4 | 9  | 14 | 26 | −12 | 16  | Calificare în Play-Out     |

Ultima actualizare: 11 martie 2014
Sursa: FRF
Reguli de clasare: 
1st points; 2nd head-to-head points; 3rd head-to-head goal difference; 4th head-to-head goals scored; 5th head-to-head away goals scored; 6th goal difference; 7th number of goals scored.
POZ = Poziția în clasament; (C) = Campioană; (R) = Retrogradată; (P) = Promovată; (E) = Eliminată; (O) = Câștigătoare de play-off; (A) = Avansează în runda următoare. 
Aplicabil doar când sezonul nu este terminat: 
(Q) = Calificare în faza competiției indicată; (TQ) = Calificare în competiție, dar încă nu în faza indicată; (RQ) = Calificată în competiția de retrogradare indicată; (DQ) = Descalificată din competiție.

### Play-Off
| Poz | Echipa | MJ | V | E | Î | GM | GP | G | Pct | Promovare sau retrogradare |
| --- | ------ | -- | - | - | - | -- | -- | - | --- | -------------------------- |
| 1   | TBA    | 0  | 0 | 0 | 0 | 0  | 0  | 0 | 0   | Promovare în Liga a II-a   |
| 2   | TBA    | 0  | 0 | 0 | 0 | 0  | 0  | 0 | 0   |                            |
| 3   | TBA    | 0  | 0 | 0 | 0 | 0  | 0  | 0 | 0   |                            |
| 4   | TBA    | 0  | 0 | 0 | 0 | 0  | 0  | 0 | 0   |                            |
| 5   | TBA    | 0  | 0 | 0 | 0 | 0  | 0  | 0 | 0   |                            |
| 6   | TBA    | 0  | 0 | 0 | 0 | 0  | 0  | 0 | 0   |                            |

Sursa: FRF
Reguli de clasare: 
1) puncte; 2) diferența de goluri; 3) goluri marcate.
POZ = Poziția în clasament; (C) = Campioană; (R) = Retrogradată; (P) = Promovată; (E) = Eliminată; (O) = Câștigătoare de play-off; (A) = Avansează în runda următoare. 
Aplicabil doar când sezonul nu este terminat: 
(Q) = Calificare în faza competiției indicată; (TQ) = Calificare în competiție, dar încă nu în faza indicată; (RQ) = Calificată în competiția de retrogradare indicată; (DQ) = Descalificată din competiție.

### Play-Out
| Poz | Echipa | MJ | V | E | Î | GM | GP | G | Pct | Promovare sau retrogradare  |
| --- | ------ | -- | - | - | - | -- | -- | - | --- | --------------------------- |
| 1   | TBA    | 0  | 0 | 0 | 0 | 0  | 0  | 0 | 0   |                             |
| 2   | TBA    | 0  | 0 | 0 | 0 | 0  | 0  | 0 | 0   |                             |
| 3   | TBA    | 0  | 0 | 0 | 0 | 0  | 0  | 0 | 0   |                             |
| 4   | TBA    | 0  | 0 | 0 | 0 | 0  | 0  | 0 | 0   | Retrogradare în Liga a IV-a |
| 5   | TBA    | 0  | 0 | 0 | 0 | 0  | 0  | 0 | 0   | Retrogradare în Liga a IV-a |
| 6   | TBA    | 0  | 0 | 0 | 0 | 0  | 0  | 0 | 0   | Retrogradare în Liga a IV-a |

Sursa: FRF
Reguli de clasare: 
1) puncte; 2) diferența de goluri; 3) goluri marcate.
POZ = Poziția în clasament; (C) = Campioană; (R) = Retrogradată; (P) = Promovată; (E) = Eliminată; (O) = Câștigătoare de play-off; (A) = Avansează în runda următoare. 
Aplicabil doar când sezonul nu este terminat: 
(Q) = Calificare în faza competiției indicată; (TQ) = Calificare în competiție, dar încă nu în faza indicată; (RQ) = Calificată în competiția de retrogradare indicată; (DQ) = Descalificată din competiție.

## Seria IV

### Clasament
| Poz | Echipa                         | MJ | V  | E | Î  | GM | GP | G   | Pct | Promovare sau retrogradare |
| --- | ------------------------------ | -- | -- | - | -- | -- | -- | --- | --- | -------------------------- |
| 1   | FC Caransebeș                  | 15 | 11 | 1 | 3  | 30 | 11 | +19 | 34  | Calificare în Play-Off     |
| 2   | Nuova Mama Mia Becicherecu Mic | 15 | 10 | 3 | 2  | 30 | 11 | +19 | 33  | Calificare în Play-Off     |
| 3   | FC Hunedoara                   | 15 | 11 | 0 | 4  | 23 | 10 | +13 | 33  | Calificare în Play-Off     |
| 4   | CS Vulturii Lugoj              | 16 | 8  | 2 | 6  | 34 | 25 | +9  | 26  | Calificare în Play-Off     |
| 5   | Millenium Giarmata             | 15 | 7  | 5 | 3  | 23 | 17 | +6  | 26  | Calificare în Play-Off     |
| 6   | Jiul Rovinari                  | 16 | 6  | 6 | 4  | 26 | 19 | +7  | 24  | Calificare în Play-Off     |
| 7   | Pandurii II Târgu Jiu          | 15 | 6  | 4 | 5  | 19 | 15 | +4  | 22  | Calificare în Play-Out     |
| 8   | Muncitorul Reșița              | 16 | 4  | 3 | 9  | 27 | 25 | +2  | 15  | Calificare în Play-Out     |
| 9   | Știința Turceni                | 16 | 4  | 3 | 9  | 19 | 36 | −17 | 15  | Calificare în Play-Out     |
| 10  | FCM Reșița                     | 15 | 4  | 1 | 10 | 10 | 28 | −18 | 13  | Calificare în Play-Out     |
| 11  | FC Avrig                       | 16 | 0  | 0 | 16 | 12 | 56 | −44 | 0   | Calificare în Play-Out     |
| 121 | Minerul Mătăsari               | 0  | 0  | 0 | 0  | 0  | 0  | 0   | 0   | Calificare în Play-Out     |

Ultima actualizare: 11 martie 2014
Sursa: FRF
Reguli de clasare: 
1) puncte; 2) diferența de goluri; 3) goluri marcate.
POZ = Poziția în clasament; (C) = Campioană; (R) = Retrogradată; (P) = Promovată; (E) = Eliminată; (O) = Câștigătoare de play-off; (A) = Avansează în runda următoare. 
Aplicabil doar când sezonul nu este terminat: 
(Q) = Calificare în faza competiției indicată; (TQ) = Calificare în competiție, dar încă nu în faza indicată; (RQ) = Calificată în competiția de retrogradare indicată; (DQ) = Descalificată din competiție.

1 Minerul Mătăsari a decis să se retragă din Liga a III-a.

### Play-Off
| Poz | Echipa | MJ | V | E | Î | GM | GP | G | Pct | Promovare sau retrogradare |
| --- | ------ | -- | - | - | - | -- | -- | - | --- | -------------------------- |
| 1   | TBA    | 0  | 0 | 0 | 0 | 0  | 0  | 0 | 0   | Promovare în Liga a II-a   |
| 2   | TBA    | 0  | 0 | 0 | 0 | 0  | 0  | 0 | 0   |                            |
| 3   | TBA    | 0  | 0 | 0 | 0 | 0  | 0  | 0 | 0   |                            |
| 4   | TBA    | 0  | 0 | 0 | 0 | 0  | 0  | 0 | 0   |                            |
| 5   | TBA    | 0  | 0 | 0 | 0 | 0  | 0  | 0 | 0   |                            |
| 6   | TBA    | 0  | 0 | 0 | 0 | 0  | 0  | 0 | 0   |                            |

Sursa: FRF
Reguli de clasare: 
1) puncte; 2) diferența de goluri; 3) goluri marcate.
POZ = Poziția în clasament; (C) = Campioană; (R) = Retrogradată; (P) = Promovată; (E) = Eliminată; (O) = Câștigătoare de play-off; (A) = Avansează în runda următoare. 
Aplicabil doar când sezonul nu este terminat: 
(Q) = Calificare în faza competiției indicată; (TQ) = Calificare în competiție, dar încă nu în faza indicată; (RQ) = Calificată în competiția de retrogradare indicată; (DQ) = Descalificată din competiție.

### Play-Out
| Poz | Echipa | MJ | V | E | Î | GM | GP | G | Pct | Promovare sau retrogradare  |
| --- | ------ | -- | - | - | - | -- | -- | - | --- | --------------------------- |
| 1   | TBA    | 0  | 0 | 0 | 0 | 0  | 0  | 0 | 0   |                             |
| 2   | TBA    | 0  | 0 | 0 | 0 | 0  | 0  | 0 | 0   |                             |
| 3   | TBA    | 0  | 0 | 0 | 0 | 0  | 0  | 0 | 0   |                             |
| 4   | TBA    | 0  | 0 | 0 | 0 | 0  | 0  | 0 | 0   | Retrogradare în Liga a IV-a |
| 5   | TBA    | 0  | 0 | 0 | 0 | 0  | 0  | 0 | 0   | Retrogradare în Liga a IV-a |
| 6   | TBA    | 0  | 0 | 0 | 0 | 0  | 0  | 0 | 0   | Retrogradare în Liga a IV-a |

Sursa: FRF
Reguli de clasare: 
1) puncte; 2) diferența de goluri; 3) goluri marcate.
POZ = Poziția în clasament; (C) = Campioană; (R) = Retrogradată; (P) = Promovată; (E) = Eliminată; (O) = Câștigătoare de play-off; (A) = Avansează în runda următoare. 
Aplicabil doar când sezonul nu este terminat: 
(Q) = Calificare în faza competiției indicată; (TQ) = Calificare în competiție, dar încă nu în faza indicată; (RQ) = Calificată în competiția de retrogradare indicată; (DQ) = Descalificată din competiție.

## Seria V

### Clasament
| Poz | Echipa              | MJ | V  | E | Î  | GM | GP | G   | Pct | Promovare sau retrogradare |
| --- | ------------------- | -- | -- | - | -- | -- | -- | --- | --- | -------------------------- |
| 1   | Național Sebiș      | 16 | 9  | 6 | 1  | 26 | 9  | +17 | 33  | Calificare în Play-Off     |
| 2   | Metalurgistul Cugir | 16 | 10 | 3 | 3  | 35 | 18 | +17 | 33  | Calificare în Play-Off     |
| 3   | CS Șoimii Pâncota   | 15 | 8  | 2 | 5  | 26 | 14 | +12 | 26  | Calificare în Play-Off     |
| 4   | CS Ineu             | 16 | 6  | 6 | 4  | 22 | 13 | +9  | 24  | Calificare în Play-Off     |
| 5   | FCM Baia Mare       | 15 | 6  | 5 | 4  | 22 | 16 | +6  | 23  | Calificare în Play-Off     |
| 6   | FC Zalău            | 16 | 6  | 4 | 6  | 25 | 26 | −1  | 22  | Calificare în Play-Off     |
| 7   | CS Oșorhei          | 15 | 6  | 4 | 5  | 16 | 17 | −1  | 22  | Calificare în Play-Out     |
| 8   | Sănătatea Cluj      | 16 | 5  | 3 | 8  | 17 | 28 | −11 | 18  | Calificare în Play-Out     |
| 9   | Unirea Jucu         | 15 | 5  | 2 | 8  | 19 | 26 | −7  | 17  | Calificare în Play-Out     |
| 10  | Arieșul 1907 Turda  | 15 | 2  | 4 | 9  | 12 | 29 | −17 | 10  | Calificare în Play-Out     |
| 11  | Unirea Dej          | 15 | 2  | 1 | 12 | 13 | 37 | −24 | 7   | Calificare în Play-Out     |

Ultima actualizare: 11 martie 2014
Sursa: FRF
Reguli de clasare: 
1st points; 2nd head-to-head points; 3rd head-to-head goal difference; 4th head-to-head goals scored; 5th head-to-head away goals scored; 6th goal difference; 7th number of goals scored.
POZ = Poziția în clasament; (C) = Campioană; (R) = Retrogradată; (P) = Promovată; (E) = Eliminată; (O) = Câștigătoare de play-off; (A) = Avansează în runda următoare. 
Aplicabil doar când sezonul nu este terminat: 
(Q) = Calificare în faza competiției indicată; (TQ) = Calificare în competiție, dar încă nu în faza indicată; (RQ) = Calificată în competiția de retrogradare indicată; (DQ) = Descalificată din competiție.

### Play-Off
| Poz | Echipa | MJ | V | E | Î | GM | GP | G | Pct | Promovare sau retrogradare |
| --- | ------ | -- | - | - | - | -- | -- | - | --- | -------------------------- |
| 1   | TBA    | 0  | 0 | 0 | 0 | 0  | 0  | 0 | 0   | Promovare în Liga a II-a   |
| 2   | TBA    | 0  | 0 | 0 | 0 | 0  | 0  | 0 | 0   |                            |
| 3   | TBA    | 0  | 0 | 0 | 0 | 0  | 0  | 0 | 0   |                            |
| 4   | TBA    | 0  | 0 | 0 | 0 | 0  | 0  | 0 | 0   |                            |
| 5   | TBA    | 0  | 0 | 0 | 0 | 0  | 0  | 0 | 0   |                            |
| 6   | TBA    | 0  | 0 | 0 | 0 | 0  | 0  | 0 | 0   |                            |

Sursa: FRF
Reguli de clasare: 
1) puncte; 2) diferența de goluri; 3) goluri marcate.
POZ = Poziția în clasament; (C) = Campioană; (R) = Retrogradată; (P) = Promovată; (E) = Eliminată; (O) = Câștigătoare de play-off; (A) = Avansează în runda următoare. 
Aplicabil doar când sezonul nu este terminat: 
(Q) = Calificare în faza competiției indicată; (TQ) = Calificare în competiție, dar încă nu în faza indicată; (RQ) = Calificată în competiția de retrogradare indicată; (DQ) = Descalificată din competiție.

### Play-Out
| Poz | Echipa | MJ | V | E | Î | GM | GP | G | Pct | Promovare sau retrogradare  |
| --- | ------ | -- | - | - | - | -- | -- | - | --- | --------------------------- |
| 1   | TBA    | 0  | 0 | 0 | 0 | 0  | 0  | 0 | 0   |                             |
| 2   | TBA    | 0  | 0 | 0 | 0 | 0  | 0  | 0 | 0   |                             |
| 3   | TBA    | 0  | 0 | 0 | 0 | 0  | 0  | 0 | 0   |                             |
| 4   | TBA    | 0  | 0 | 0 | 0 | 0  | 0  | 0 | 0   | Retrogradare în Liga a IV-a |
| 5   | TBA    | 0  | 0 | 0 | 0 | 0  | 0  | 0 | 0   | Retrogradare în Liga a IV-a |
| 6   | TBA    | 0  | 0 | 0 | 0 | 0  | 0  | 0 | 0   | Retrogradare în Liga a IV-a |

Sursa: FRF
Reguli de clasare: 
1) puncte; 2) diferența de goluri; 3) goluri marcate.
POZ = Poziția în clasament; (C) = Campioană; (R) = Retrogradată; (P) = Promovată; (E) = Eliminată; (O) = Câștigătoare de play-off; (A) = Avansează în runda următoare. 
Aplicabil doar când sezonul nu este terminat: 
(Q) = Calificare în faza competiției indicată; (TQ) = Calificare în competiție, dar încă nu în faza indicată; (RQ) = Calificată în competiția de retrogradare indicată; (DQ) = Descalificată din competiție.

## Seria VI

### Clasament
| Poz | Echipa                 | MJ | V  | E | Î  | GM | GP | G   | Pct | Promovare sau retrogradare |
| --- | ---------------------- | -- | -- | - | -- | -- | -- | --- | --- | -------------------------- |
| 1   | Chindia Târgoviște     | 17 | 12 | 4 | 1  | 35 | 8  | +27 | 40  | Calificare în Play-Off     |
| 2   | SCM Argeșul Pitești    | 17 | 11 | 5 | 1  | 39 | 15 | +24 | 38  | Calificare în Play-Off     |
| 3   | Fortuna Poiana Câmpina | 17 | 11 | 3 | 3  | 40 | 12 | +28 | 36  | Calificare în Play-Off     |
| 4   | FC Zagon               | 17 | 10 | 4 | 3  | 27 | 12 | +15 | 34  | Calificare în Play-Off     |
| 5   | CSM Câmpina            | 17 | 9  | 2 | 6  | 20 | 14 | +6  | 29  | Calificare în Play-Off     |
| 6   | Vedița Colonești⁠(d)    | 17 | 8  | 3 | 6  | 30 | 28 | +2  | 27  | Calificare în Play-Off     |
| 7   | FCM Avântul Reghin     | 17 | 4  | 7 | 6  | 18 | 23 | −5  | 19  | Calificare în Play-Out     |
| 8   | Conpet Ploiești        | 17 | 4  | 6 | 7  | 18 | 24 | −6  | 18  | Calificare în Play-Out     |
| 9   | FCM Târgoviște         | 17 | 4  | 3 | 10 | 13 | 30 | −17 | 15  | Calificare în Play-Out     |
| 10  | FC Păpăuți             | 17 | 4  | 3 | 10 | 18 | 42 | −24 | 15  | Calificare în Play-Out     |
| 11  | CS Urban Titu          | 17 | 4  | 0 | 13 | 15 | 34 | −19 | 12  | Calificare în Play-Out     |
| 12  | Civitas Făgăraș        | 17 | 0  | 2 | 15 | 9  | 40 | −31 | 2   | Calificare în Play-Out     |

Ultima actualizare: 11 martie 2014
Sursa: FRF
Reguli de clasare: 
1st points; 2nd head-to-head points; 3rd head-to-head goal difference; 4th head-to-head goals scored; 5th head-to-head away goals scored; 6th goal difference; 7th number of goals scored.
POZ = Poziția în clasament; (C) = Campioană; (R) = Retrogradată; (P) = Promovată; (E) = Eliminată; (O) = Câștigătoare de play-off; (A) = Avansează în runda următoare. 
Aplicabil doar când sezonul nu este terminat: 
(Q) = Calificare în faza competiției indicată; (TQ) = Calificare în competiție, dar încă nu în faza indicată; (RQ) = Calificată în competiția de retrogradare indicată; (DQ) = Descalificată din competiție.

### Play-Off
| Poz | Echipa | MJ | V | E | Î | GM | GP | G | Pct | Promovare sau retrogradare |
| --- | ------ | -- | - | - | - | -- | -- | - | --- | -------------------------- |
| 1   | TBA    | 0  | 0 | 0 | 0 | 0  | 0  | 0 | 0   | Promovare în Liga a II-a   |
| 2   | TBA    | 0  | 0 | 0 | 0 | 0  | 0  | 0 | 0   |                            |
| 3   | TBA    | 0  | 0 | 0 | 0 | 0  | 0  | 0 | 0   |                            |
| 4   | TBA    | 0  | 0 | 0 | 0 | 0  | 0  | 0 | 0   |                            |
| 5   | TBA    | 0  | 0 | 0 | 0 | 0  | 0  | 0 | 0   |                            |
| 6   | TBA    | 0  | 0 | 0 | 0 | 0  | 0  | 0 | 0   |                            |

Sursa: FRF
Reguli de clasare: 
1) puncte; 2) diferența de goluri; 3) goluri marcate.
POZ = Poziția în clasament; (C) = Campioană; (R) = Retrogradată; (P) = Promovată; (E) = Eliminată; (O) = Câștigătoare de play-off; (A) = Avansează în runda următoare. 
Aplicabil doar când sezonul nu este terminat: 
(Q) = Calificare în faza competiției indicată; (TQ) = Calificare în competiție, dar încă nu în faza indicată; (RQ) = Calificată în competiția de retrogradare indicată; (DQ) = Descalificată din competiție.

### Play-Out
| Poz | Echipa | MJ | V | E | Î | GM | GP | G | Pct | Promovare sau retrogradare  |
| --- | ------ | -- | - | - | - | -- | -- | - | --- | --------------------------- |
| 1   | TBA    | 0  | 0 | 0 | 0 | 0  | 0  | 0 | 0   |                             |
| 2   | TBA    | 0  | 0 | 0 | 0 | 0  | 0  | 0 | 0   |                             |
| 3   | TBA    | 0  | 0 | 0 | 0 | 0  | 0  | 0 | 0   |                             |
| 4   | TBA    | 0  | 0 | 0 | 0 | 0  | 0  | 0 | 0   | Retrogradare în Liga a IV-a |
| 5   | TBA    | 0  | 0 | 0 | 0 | 0  | 0  | 0 | 0   | Retrogradare în Liga a IV-a |
| 6   | TBA    | 0  | 0 | 0 | 0 | 0  | 0  | 0 | 0   | Retrogradare în Liga a IV-a |

Sursa: FRF
Reguli de clasare: 
1) puncte; 2) diferența de goluri; 3) goluri marcate.
POZ = Poziția în clasament; (C) = Campioană; (R) = Retrogradată; (P) = Promovată; (E) = Eliminată; (O) = Câștigătoare de play-off; (A) = Avansează în runda următoare. 
Aplicabil doar când sezonul nu este terminat: 
(Q) = Calificare în faza competiției indicată; (TQ) = Calificare în competiție, dar încă nu în faza indicată; (RQ) = Calificată în competiția de retrogradare indicată; (DQ) = Descalificată din competiție.